# 11785 Migaic
11785 Migaic este un asteroid din centura principală de asteroizi.

## Descriere
11785 Migaic este un asteroid din centura principală de asteroizi. A fost descoperit pe 2 ianuarie 1973 la Observatorul de Astrofizică din Crimeea de Nikolai Cernîh. Asteroidul prezintă o orbită caracterizată de o semiaxă mare de 2,78 ua, o excentricitate de 0,07 și o înclinație de 7,7° în raport cu ecliptica.